# Danmarks ambasssade i Kigali
Danmarks ambassade i Kigali er Danmarks kommende officielle diplomatiske repræsentation i Rwanda.
Ambassaden blev annonceret den 26. august 2024 af udenrigsminister Lars Løkke Rasmussen som en del af Danmarks nye strategi for engagement i afrikanske lande. Ambassaden forventes at åbne i løbet af 2025.
Ambassadens primære opgaver omfatter at fremme politisk dialog, støtte danske virksomheder på det rwandiske marked og yde konsulær bistand til danske borgere i Rwanda. Derudover arbejder ambassaden for at styrke samarbejdet inden for områder som handel, kultur og uddannelse samt at understøtte bæredygtig udvikling og økonomisk vækst i Rwanda.

## Historie
Danmark og Rwanda har opretholdt diplomatiske forbindelser siden Rwandas uafhængighed i 1962. Åbningen af ambassaden i Kigali i 2025 markerer en intensivering af disse relationer, med fokus på at fremme samarbejde inden for bæredygtig udvikling, handel og kulturel udveksling.